# Gymnapogon annona
Gymnapogon annona är en fiskart som först beskrevs av Whitley, 1936.  Gymnapogon annona ingår i släktet Gymnapogon och familjen Apogonidae. Inga underarter finns listade i Catalogue of Life.